# Polk City (Iowa)
Polk City è una città degli Stati Uniti d'America, situata nello Stato dell'Iowa, nella Contea di Polk.